# Orense SC
Der Club Especializado Formativo Orense Sporting Club, kurz Orense SC, ist ein ecuadorianischer Fußballverein aus Machala, der auch El Vendaval Verde oder La amenaza verde genannt wird.

## Geschichte
Orense SC wurde im Dezember 2009 gegründet und spielte anfangs auf lokaler Ebene. Der Verein gewann die Segunda Categoría de El Oro, kam jedoch anschließend in den überregionalen Aufstiegsspielen maximal bis ins Halbfinale. Den Aufstieg in die Serie B schaffte Orense SC 2017 mit der Vizemeisterschaft in der Segunda Categoría. Nur zwei Jahre später gelang die Meisterschaft der Serie B und damit der Aufstieg in die höchste Spielklasse Ecuadors. Seitdem hat sich Orense SC im Mittelfeld der Liga etabliert.

## Erfolge
- Ecuadorianischer Zweitligameister: 2019

## Stadion
Orense SC trägt seine Heimspiele im Estadio 9 de Mayo aus, das eine Kapazität von 16.456 Plätzen hat. Das 1939 erbaute Stadion dient gleichzeitig als Heimspielstätte für weitere Vereine. Von 1970 bis 1973 wurde das Stadion renoviert und 1993 auf die heutige Kapazität erweitert.